# Liu Jiang
Liu Jiang (chinesisch 劉疆 / 刘彊, Pinyin Liú jiāng, W.-G. Liu Chiang, * 25; † 58) war ein chinesischer Adliger und Kronprinz der Han-Dynastie von 26 bis 43 n. Chr. Er war der älteste männliche Nachkomme von Kaiser Guangwu, dem Begründer der Östlichen Han-Dynastie, und seiner Gemahlin Guo Shengtong. Ein Jahr nach seiner Geburt erhob der Kaiser seine Gemahlin zur Kaiserin und Liu Jiang zum Kronprinzen. Später verlor Guo Shengtong die Gunst des Kaisers, und im Jahr 41 setzte er sie zugunsten seiner Konkubine Yin Lihua ab.
Liu Jiang blieb trotz der Absetzung seiner Mutter weiterhin Kronprinz. Er hielt seine Position jedoch für unhaltbar und bat den Kaiser mehrmals, einen anderen Kronprinzen zu ernennen. Im Jahr 43 gab der Kaiser ihm statt und degradierte Liu Jiang zum Prinzen von Donghai. Der neue Kronprinz wurde der älteste Sohn der Kaiserin Yin Lihua, Liu Yang, der später als Kaiser Ming herrschte.
Liu Jiangs Familie stand auch nach der Absetzung des Kronprinzen in hohem Ansehen. Guo Shengtong starb im Jahr 52 und wurde mit großen Ehren bestattet. Im Jahr 58 starb auch Liu Jiang, ein Jahr nach dem Tod seines Vaters. Er erhielt den postumen Titel Prinz Gong von Donghai.